# Anafilaksija
Anafilaksíja (tudi anafiláksa) je resna preobčutljivostna reakcija, ki se pojavi hitro in lahko povzroči smrt. Običajno povzroča vrsto simptomov, med drugim srbeč izpuščaj, otekanje grla, in nizek krvni tlak. Pogosti vzroki so med drugim piki/vbodi žuželk, živila in zdravila.
Na patofiziološki ravni je vzrok za anafilaksijo sproščanje posrednikov iz določenih vrst belih krvnih celic, do katerega pride ali zaradi imunoloških ali neimunoloških mehanizmov. Diagnosticira se na osnovi prisotnih simptomov in znakov. Primarno zdravljenje je z injekcijo adrenalina, ostali ukrepi so pri tem komplementarni.
Ocenjujejo, da 0,05–2 % ljudi po svetu enkrat v svojem življenju doživi anafilaksijo, pri tem kaže, da pogostnost raste. Izraz izvira iz grških besed ἀνά ana, proti, in φύλαξις phylaxis, zaščita.

## Znaki in simptomi
Anafilaksija se običajno javi z raznimi simptomi v nekaj minutah ali urah, običajno po 5 do 30 minutah, če pride do izpostavljenosti alergenu intravensko, in 2 uri pri zaužitju. Med najbolj prizadetimi so med drugim: koža (80–90 %), dihala (70 %), prebavila (30–45 %), srce in ožilje (10–45%) ter osrednje živčevje (10–15 %), pri čemer gre običajno za dva predela ali več.

### Koža
Simptomi so običajno razne oblike koprivnice, srbenje, pordele ali otekle ustnice. Osebe z zateklino ali angioedemom opisujejo znake bolj kot žgoč občutek na koži kot pa srbenje. Do zateklega jezika ali grla pride pri okoli 20 % primerov. Drugi znaki so med drugim cedeč nos in zatekle veke. Koža je lahko poleg tega modro obarvana zaradi pomanjkanja kisika.

### Dihala
Do simptomov in znakov lahko pride na dihalih, med drugim do kratke sape, težkega dihanja ali piskanja. Težko dihanje je pogosto posledica krčev v bronhialnih mišicah, vzrok za piskanje (stridor) pa so zoženja v zgornjem delu dihalnih poti, do katerih pride zaradi zatekanja. Lahko se tudi pojavijo hripavost, bolečine pri požiranju in kašelj.

### Srce
Pride lahko do krčev koronark, ki imajo za posledico miokardni infarkt, disritmijo in zastoj srca. Za osebe z anamnezo srčnih bolezni predstavlja anafilaksija povečano nevarnost za zastoj srca. Krč v koronarkah je povezan s prisotnostjo celic v srcu, ki sproščajo histamin. Pospešen srčni utrip, ki ga povzroča znižan srčni tlak, je pogostejši, v 10 % primerov pa pride do Bezold-Jarischovega refleksa, pri katerem je upočasnjen srčni utrip povezan z nizkim krvnim tlakom. Padec v krvnem tlaku ali šok (bodisi distributitivni bodisi kardiogeni) lahko povzroči občutek omotice ali izgubo zavesti. Nizek krvni tlak je le redko edini znak anafilaksije.

### Drugo
Gastrointestinalni simptomi so lahko krčevite bolečine v trebuhu, driska in bruhanje. Lahko pride do zmedenosti, izgube nadzora nad delovanjem sečnega mehurja ali bolečin v območju medenice, ki so podobni materničnim krčem. Poročali so tudi o občutku tesnobe in »bližajoče se pogube«.

## Vzroki
Anafilaksija se lahko pojavi kot odgovor na skoraj vse tuje snovi. Pogosto jo sprožijo strupi v pikih ali ugrizih žuželk, hrana in zdravila. Živila so najpogostejši vzrok pri otrocih in mladih odraslih, medtem ko so zdravila, piki in ugrizi žuželk pogosteje sprožitelj reakcije pri starejših odraslih. Manj pogosti vzroki so med drugim fizikalni dejavniki, biološki dejavniki, kot so semena, lateks, hormonske spremembe, dodatki za živila, kot so recimo mononatrijev glutamat in barvila v hrani, ter topično aplicirana zdravila. Fizični dejavniki, kot so recimo telesna aktivnost (tako imenovana anafilaksija, ki jo inducira telesna aktivnost) ali temperatura (visoka ali nizka), lahko sprožijo anafilaksijo zaradi neposrednega vpliva na celice pitanke (mastocite). Primeri, do katerih pride zaradi telesne aktivnosti, so pogosto povezani z določenimi vrstami zaužite hrane. Pri anesteziji so najpogostejši vzrok živčnomišični blokatorji, antibiotiki in lateks. V 32–50 % primerov gre za tako imenovano »idiopatsko anafilaksijo z neznanim vzrokom.

### Hrana
Mnoga živila lahko sprožijo anafilaksijo, do nje lahko pride po prvem znanem zaužitju. Katere vrste hrane so najpogostejši vzrok, je po svetu različno. V zahodnih družbah so (ob zaužitju ali izpostavljenosti) najbolj pogosten vzrok arašidi, pšenica, oreščki, školjke, ribe, mleko in jajca. Na Bližnjem vzhodu je pogosten povzročitelj anafilaksije sezam, v Aziji pa riž in čičerka. Hudi primeri so običajno posledica zaužitja alergena,, nekateri prizadeti pa doživijo hude reakcije že ob stiku. Otroci lahko svoje alergije prerastejo. 80 % otrok z anafilaksijo zaradi mleka ali jajc in 20 % otrok z anafilaksijo zaradi arašidov lahko po starosti 16 let ta živila prenašajo.

### Zdravila
Vsako zdravilo je lahko vzrok za pojav anafilaksije. Najpogosteje gre za β-laktamske antibiotike, kot je recimo penicilin), na drugem mestu so aspirin in nesteroidna protivnetna zdravila (NSAID). Drugi antibiotiki so vpleteni manj pogosto, reakcije na nesteroidna protivnetna zdravila pa so specifične na dano snov, tako da je zdravilo, ki povzroča alergijo, mogoče zamenjati z zdravilom, ki ga prizadeta oseba prenaša. Drugi dokaj pogosti vzroki so kemoterapija, cepiva, protamini in pripravki iz rastlin. Nekatera zdravila (med drugim vankomicin, morfin, kontrastna sredstva za rentgen) povzročajo anafilaksijo, ker neposredno sprožajo degranulacijo mastocitov.
Pogostnost reakcije je odvisna deloma od pogostosti uporabe agensa, deloma pa od njegovih lastnosti. Anafilaksija na penicilin ali cefalosporine se pojavi potem, ko se je agens vezal na beljakovine v telesu, pri čemer se nekateri agensi vežejo laže kot drugi. Do anafilaksije zaradi penicilina pride enkrat na vsakih 2.000 do 10.000 primerov uporabe zdravila, do smrti v manj kot enem primeru na 50.000. Anafilaksija zaradi aspirina in NSAID se pojavlja pri približno eni osebi na 50.000 bolnikov. Pri osebah z reakcijo na penicilin je tveganje za reakcijo na cefalosporine večje, vendar še vedno pod ena na tisoč. Pri starejših radioloških sredstvih za kontrastiranje je prihajalo do reakcije v 1 % primerov, novejši preparati z znižano osmolarnostjo povzročajo reakcije v 0,04 % primerov.

### Strupi
Strup v pikih ali ugrizih kožekrilcev (čebele in ose) ali triatominej lahko pri občutljivih ljudeh povzroči anafilaksijo. Sistemske reakcije v preteklosti, ki so bile več kot samo lokalna reakcija okoli mesta vboda, so dejavnik tveganja za prihodnje anafilaksije, vendar pri polovici smrtnih primerov predhodne sistemske reakcije ni bilo.

### Dejavniki tveganja
Osebe z atopičnimi obolenji, kot so astma, ekcem ali alergijski rinitis, imajo visoko stopnjo tveganja za anafilaksijo zaradi hrane, lateksa in kontrastnih sredstev, ne pa zaradi pikov ali zaradi injicirajočih zdravil. Ena od študij je pokazala pri otrocih, da jih je med njimi imelo 60 % zgodovino prejšnjih atopijskih bolezni in da jih je več kot 90 % tistih, ki so umrli zaradi anafilaksije, imelo astmo. Osebe z mastocitozo ali višjim socialnoekonomskim statusom imajo povišano tveganje. Čim več časa je poteklo od poslednje izpostavljenosti agensu, tem nižje je tveganje.

## Patofiziologija
Anafilaksija je huda alergijska reakcija, ki se pojavi hitro in prizadeva številne sisteme v telesu. Vzrok je sproščanje posrednikov vnetja in citokinov iz mastocitov in bazofilcev, tipično zaradi imunološke reakcije, včasih pa tudi zaradi neimunoloških mehanizmov.

#### Imunološka
V imunološkem mehanizmu se imunoglobulin E (IgE) veže na antigen (tujo snov, ki je izzvala alergijsko reakcijo). Na antigen vezan IgE potem aktivira receptorje FcεRI na mastocitih in bazofilcih. Posledica je sproščanje vnetnih posrednikov, kot je histamin. Ti posredniki nato povečajo krčenje bronhialnih gladkih mišic, sprožijo širjenje žil, pospešijo puščanja tekočine iz krvnih žil in povzročijo depresijo srčnih mišic. Obstaja tudi imunološki mehanizem, ki od IgE ni odvisen, vendar pa ni znano, ali do tega prihaja pri ljudeh.

#### Neimunološka
Neimunološki mehanizmi vključujejo snovi, ki neposredno vodijo do degranulacije mastocitov in bazofilcev. Gre za agense, kot so kontrastna sredstva, opioidi, temperatura (visoka ali nizka) in vibracije.

## Diagnoza
Anafilaksija se diagnosticira na osnovi kliničnih znakov. Če v nekaj minutah/urah po stiku z alergenom pride do enega od naslednjih treh simptomov, je verjetnost velika, da gre za anafilaksijo:
1. Prizadeta koža ali sluznično tkivo in bodisi težave z dihanjem bodisi nizek krvni tlak
2. Najmanj dva od naslednjih simptomov:
a. Prizadeta koža ali sluznično tkivo
b. Težave z dihanjem
c. Nizek krvni tlak
d. Gastrointestinalni simptomi
3. Nizek krvni tlak ob izpostavljenosti znanemu alergenu

Med napadom so lahko koristni testi krvi na triptazo ali histamin (sproščen iz mastocitov), ker pomagajo diagnosticirati anafilaksijo zaradi pikov žuželk ali zdravil. Koristnost teh testov pa je omejena, če gre pri vzroku za hrano ali če je krvni tlak prizadete osebe normalen, poleg tega za diagnozo niso specifični.

### Razvrstitev
Za anafilaksijo obstajajo tri glavne razvrstitve. Anafilaktični šok je povezan s širjenjem žil, ki povzroči nizek krvni tlak, po definiciji 30% pod referenčnim nivojem prizadete osebe ali standardnimi vrednostmi. Pri bifazni anafilaksiji gre za ponovitev simptomov v roku 1-72 ur brez ponovne izpostavljenosti alergenom. Obstajajo različna poročila glede pojavnosti, nekatere študije trdijo, da je vzrok za tja do 20% primerov. Do ponovitve pride običajno v 8 urah. Obravnava se jo na enak način kot anafilaksijo. Psevdofilaksija ali anafilaktoidne reakcije so oblika anafilaksije, pri kateri ne gre za alergično reakcijo, temveč za neposredno degranulacijo mastocitov. Svetovna organizacija za alergije uporablja dandanes izraz ne-imunska anafilaksija. Nekateri pri tem priporočajo, da se stare terminologije ne uporablja več.

### Testiranje na alergijo
Test na alergijo lahko pomaga ugotoviti, kaj alergijo sproža. Testiranje kože na alergijo (recimo testiranje z obliži) je na razpolago za določene vrste hrane in strupov. Testiranje krvi na določene IgE je lahko koristno, če se sumi na mleko, jajca, arašide, orehe in ribe kot možne vzroke alergije. S kožnim testom se lahko ugotovi alergija na penicilin, za druga zdravila testov ni na razpolago. Ne-imunske oblike anafilaksije se lahko določi le na osnovi zgodovine ali izpostavljenosti vprašljivemu alergenu, ne pa s testiranjem kože ali krvi.

### Diferencialna diagnoza
Včasih je anafilaksijo težko razlikovati od astme, sinkopije in napadov panike. Astmo pa praviloma ne povzroča srbenja ali prebavnih simptomov, sinkopa se javlja z bledico, ne v obliki izpuščaja, napad panike pa z rdečico, ne pa s koprivnico. Druga obolenja s podobnimi znaki: skombroidoza in anisakiaza.

### Ugotovitve post-mortem
Pri osebi, ki je umrla zaradi anafilaksije, lahko avtopsija ugotovi »prazno srce«, ki je posledica zmanjšanega venskega vračanja zaradi širjenja žil in zaradi prerazdelitve intravaskularne prostornine z osrednjega na periferni predelek. Drugi znaki so edem grla, eozinofilija v pljučih, srcu in tkiva in znaki okrnjene prekrvavitve miokarda. Laboratorijski izvidi so zaznali zvišane ravni seruma triptaze in zvišane celotne in specifične ravni IgE v serumu.

## Preventiva
Priporočljivo je, izogibati se povzročiteljem. Kjer to ne pride v poštev, obstaja možnost desenzitizacije. Imunoterapija s strupi kožekrilcev pri 80–90% odraslih in 98% otrok učinkovito zmanjšuje alergijsko občutljivost na alergije na čebele, ose, sršene in mravlje. Imunoterapija prek ust lahko nekatere prizadete učinkovito desenzibilizira za nekatera živila, kot so mleko, jajca, orehi in arašidi, vendar jo pogosto spremljajo neželeni učinki. Desenzitizacija je možna tudi za številna zdravila, priporoča pa se, da se ljudje teh snovi raje izogibajo. Pri ljudeh, ki reagirajo na lateks, bi lahko bilo pomembno izogibati se navzkrižno aktivnim živilom, kot so med drugim avokado, banane in krompir.

## Zdravljenje
Anafilaksija je urgenten primer, ki lahko zahteva ukrepe oživljanja, kot so skrb za dihalne poti, dodajanje kisika, velike količine intravenske tekočine in skrben nadzor. Anafilaksija je akutna bolezen, ki ogroža življenje in zato ni nobenih dvojno slepih, s placebom nadzorovanih raziskav, ki bi objektivno pokazale prednosti in slabosti različnih načinov zdravljenja. Posledično priporočila za zdravljenje temeljijo na izkušnjah. Med zdravili je na prvem mestu adrenalin, pri čemer se pogosto kot adjuvanti uporabljajo antihistaminiki in steroidi. Zaradi možnosti izbruha bifazne anafilaksije se priporoča opazovanje v bolnišnici še 2 do 24 ur po normalizaciji.

### Adrenalin
Adrenalin (epinefrin) je glavno zdravilo za anafilaksijo brez absolutnih kontraindikacij pri uporabi. Priporoča se intramuskularno dajanje v sredo anterolateralnega dela bedra takoj, ko se sum potrdi. Injekcija se lahko daje ponovno vsakih 5 do 15 minut, če odziv ni zadovoljiv. Dodaten odmerek je potreben v 16–35% primerih, več kot dva pa sta potrebna le redko. Intramuskularna pot ima prednost pred podkožno, ker lahko v drugem primeru absorpcija zamuja. Manj resni neželeni učinki adrenalina so med drugim drhtavica, strah, glavoboli in palpitacije.
Osebe na zaviralcih β so lahko neobčutljivi na učinke adrenalina. Če adrenalin v danem primeru ni učinkovit, se lahko intravensko daje glukagon, ki deluje neodvisno od receptorja β.
Če je treba, se lahko adrenalin daje tudi intravensko v obliki razredčene raztopine. Intravenski adrenalin povezujejo tako z disritmijo kot tudi z miokardnim infarktom. Avtoinjektor za adrenalin, s katerim so ljudje lahko dajejo injekcije sami, je na razpolago v dveh odmerkih, prvem za odrasle in za otroke, ki tehtajo več kot 25 kg, in drugem za otroke, ki tehtajo med 10 in 25 kg.

### Pomožna sredstva
Antihistaminiki (tako H1 kot H2) se uporabljajo rutinsko, pri tem pa so v praksi manj uspešni, kot je po teoriji pričakovati. Pregledni članek leta 2007 (Cochrane) ni našel nobene raziskave, ki bi jo na osnovi ustrezne kvalitete lahko priporočil, avtorji so mnenja, da na edem ali spazem dihalnih poti ne učinkujejo. Kortikosteoridi so verjetno brez učinka na trenutno epizodo anafilaksije, lahko pa se jih upa, da njih uporaba zmanjša nevarnost bifazne anafilaksije. Učinkovitost njihove zaščitae v teh situacijah, je vprašljiva.Salbumatol v obliki meglice lahko pomaga pri bronhialnem krču, ki se ne odziva na adrenalin. Pri bolnikih, ki se na druge ukrepe ne odzovejo, se uporablja metilen modro, ker naj bi ta snov sproščala gladke mišice.

### Pripravljenost
Ljudem, ki so nagnjeni k anafilaksiji, se svetuje, da imajo pripravljen »načrt ukrepov«, staršem pa, da obvestijo šole glede alergij svojih otrok in o ukrepih, ki so potrebni, če pride do pojava anafilaksije. Med koraki so običajno med drugim avtoinjektorji za adrenalin, priporočilo, da oseba nosi zapestnico za nujne primere, in nasveti, kako se izogniti vzrokom. Imunoterapija je na razpolago za nekatere povzročitelje, tako da se je prihodnjim izbruhom anafilaksije mogoče izogniti. Ugotovili so, da je večletna terapija s podkožno desenzitizacijo uspešna pri preprečevanju anafilaksije zaradi pikov žuželka, peroralna desenzitizacija pa zaradi hrane.

## Prognoza
Pri osebah, za katere je vzrok znan, takojšnje zdravljenje pa je voljo, je prognoza dobra. Tudi če vzrok ni znan, je prognoza na splošno dobra, če je na voljo ustrezno preventivno zdravljenje. Če pride do smrti, je to običajno bodisi iz respiratornih (tipično zadušitev) bodisi kariovaskularnih vzrokov (šok), pri tem pride do smrti v 0.7–20% primerih. Obstajajo primeri, kjer je do smrti prišlo v nekaj minutah. Prognoza za anafilaksijo, inducirano s telesno aktivnostjo, je tipično dobra in s starostjo resnost epizod pada.

## Epidemiologija
Incidenca anafilaksije je 4–5 na 100,000 oseb na leto, doživljenjski riziko znaša 0.5–2%. Pogostnost zgleda narašča: incidenca v osemdesetih letih je bila približno 20 na 100,000 na leto, v devetdesetih je bila pri 50 na 100,000 na leto. Porast je videti predvsem zaradi anafilaksije zaradi hrane. Ogroženost je največja pri mladih in pri ženskah.
Trenutno zaradi anafilaksije pride v ZDA do 500–1,000 primerov smrti na leto (2.4 na milijon), 20 smrti na leto v Združenem kraljestvu (0.33 na milijon) in 15 smrti na leto v Avstraliji (0.64 na milijon). Smrtnost je med letoma 1970 in 2000 padla. V Avstraliji umirajo zaradi anafilaksije, katere vzrok je hrana, predvsem ženske, smrt zaradi pikov žuželk pa je pogostnejša pri moških.

## Zgodovina
Izraz »afilaksija« je skoval leta 1902 Charles Richet in ga zaradi lažje izgovarjave kasneje spremenil v »anafilaksijo«. Zaradi njegovih dosežkov v zvezi z anafilaksijo so mu leta 1913 podelili Nobelovo nagrado za medicino in fiziologijo. Pojav sam pa so vsekakor opisali že v antičnih časih. Izraz izvira iz grških besed ἀνά ana, proti, in φύλαξις phylaxis, zaščita.

## Raziskave
Obstajajo razvojni projekti, katerih namen je anafilaksijo zdraviti s podjezičnim adrenalinom. Preučuje se uporabo podkožnih injekcij sredstva omalizumab, protitelesa za IgE, s katerim naj bi se preprečil ponoven izbruh bolezni, vendar metode še ne priporočajo.